# Jimmy Wilson (Sänger)
Jimmy Wilson  (* 1921 in Louisiana; † 1965 in Dallas, Texas) war ein US-amerikanischer Rhythm-and-Blues-Sänger.

## Leben
Wilson begann seine musikalische Laufbahn in einem Gospel-Quartett, wo er dem Produzenten Bob Geddins wegen seines bluesigen Leadgesangs auffiel. Dieser verpflichtete Wilson für die von ihm geleitete Band The Cavaliers und sein Label Cava Tone. Die Aufnahmen erweckten das Interesse des Labels Aladdin Records, und Wilson begann 1952 für diese Firma und ihr Sublabel 7-11 aufzunehmen. 1953 kehrte Wilson zu Geddins zurück, um Aufnahmen für dessen neues Label Big Town zu machen. Mit der Nummer „Tin Pan Alley“ gelang ihm im selben Jahr ein großer Hit. Obwohl dies der einzige erfolgreiche Titel in seiner Karriere bleiben sollte, verkauften sich auch seine weiteren Platten gut, wie „Jumpin´ from Six to Six“ von 1954. Nach seiner Zeit bei Big Town nahm er für Labels wie Irma, Ekko und Cart auf, konnte dann aber keine nennenswerten Erfolge mehr erzielen. Eine Ausnahme blieb „Please Accept My Love“, die zumindest regional gute Verkaufszahlen erreichte und B. B. King zu einer erfolgreichen Coverversion inspirierte.